# Stone Protectors
Stone Protectors est un jeu d'action de type Beat them all en 2D. Le jeu a été développé par Eurocom et édité par Kemco sur Super Nintendo. Il est sorti en Amérique du Nord en novembre 1994 puis au Japon le 28 avril 1995,. Il s'agit d'une adaptation du dessin animé éponyme, Stone Protectors, lui-même basé sur les figurines Troll dolls.

## Synopsis
Dans un monde parallèle au nôtre, le maléfique Zok convoitent le Grand Crystal magique de la Princesse Opal de Mythrandir afin de dominer le monde. Pour éviter que le Crystal ne tombe entre ses mains, la Princesse le brise en 6 fragments pour le disperser. Zok parvient à s'emparer d'un des fragments. Les 5 autres fragments tombent en possession des 5 membres d'un groupe de musique sur Terre, ils se transforment alors en trolls Stone Protectors, nommés: Clifford, Cornelius, Chester, Angus, et Maxwell. Les Stones Protectors doivent mettre fin aux agissements de Zok et ses sbires reptiliens qui recherchent les fragments.

## Système de jeu
Il y a deux mode de jeu: Quête et Tournoi. Le mode Quête est jouable à deux joueurs en mode coopératif. Le mode Tournoi est minimaliste.
Les 5 Stones Protectors ont différentes caractéristiques et abilitées.

## Informations supplémentaires
Une version pour Sega Mega Drive éditée par Vic Tokai était produite, mais sa sortie a été annulée.